# 미나미가타촌 (히로시마현 야마가타군)
미나미가타촌(일본어: 南方村)은 일본 히로시마현 야마가타군에 있던 촌이다. 현재의 기타히로시마정의 일부에 해당한다.